# اثر پوئیه

## اثر پوئیه - Pouillet
در فیزیک و مهندسی شیمی اثر Pouillet به واکنش گرما زایی اشاره دارد که در هنگام اضافه شدن یک مایع به پودر، رخ می دهد. به بیان دیگر، گرمای تولید شده به علت واکنش شیمیایی رخ داده نیست بلکه به دلیل اتصال و چسبندگی مایع به سطح ذرات می باشد.
اثر  Pouillet برای اولین بار در سال 1802 توسط لزلی مشاهده شد. او به این موضوع اشاره کرد که گرما هنگامی ایجاد شد که خاک اره خشک با آب مرطوب گردید. پس از آن، کلود پوئیه این پدیده را در سال 1822 توصیف کرد که  در فرانسه و در جاهای دیگر به اثر پوئیه معروف شد.

## اثر منفی پوئیه - Pouillet
در شرایط خاص، امکان ایجاد اثر منفی پوئیه وجود دارد. به عبارت دیگر، گرما می تواند به جای آزاد شدن، جذب شود. G. Schwalbe نشان داد که در خصوص آب زیر 4 درجه سانتیگراد، دمای سیستم کاهش می یابد. جوزف ملور استدلال کرد که این موضوع به دلیل ضریب انبساط حرارتی منفی آب بین 0 تا 4 درجه سانتیگراد می باشد. با تغییر دما ΔT که به صورت زیر محاسبه می شود:
{\displaystyle \bigtriangleup T=((\alpha \times T)/(CP\times D))\times \bigtriangleup P}

در این فرمول α ضریب انبساط حرارتی، CP گرمای ویژه، D وزن مخصوص و ΔP فشار اعمال شده ناشی از اضافه شدن مایع می باشد. طبق این فرمول، انتظار می رود هر مایعی با ضریب انبساط حرارتی منفی، افت دما را نشان دهد.

## کاربرد:
- اندازه گیری کمی تابش خورشیدی که به زمین می رسد.

- محاسبه توان مصرفی و کنترل دما در سیم های الکترونیکی

- محاسبه توان مصرفی مقاومت ها در دستگاه های الکترونیکی